# Colpaster scutigerula
Colpaster scutigerula is een zeester uit de familie Freyellidae.
De wetenschappelijke naam van de soort werd in 1889 gepubliceerd door Percy Sladen.